# Santo Antônio do Içá
Santo Antônio do Içá este un oraș în unitatea federativă Amazonas (AM) din Brazilia.